# Cambon (Tarn)
Cambon ist eine französische Gemeinde mit 2.128 Einwohnern (Stand: 1. Januar 2022) im Département Tarn in der Region Okzitanien (vor 2016: Midi-Pyrénées). Cambon gehört zum Arrondissement Albi und zum Kanton Saint-Juéry (bis 2015: Kanton Villefranche-d’Albigeois). Die Einwohner werden Cambonnais genannt.

## Lage
Cambon liegt im Südosten von Albi. Das Gemeindegebiet wird vom Flüsschen Caussels durchquert, das zum Tarn entwässert. Umgeben wird Cambon von den Nachbargemeinden Cunac im Norden, Bellegarde-Marsal im Osten, Fréjairolles im Süden sowie Albi im Westen und Nordwesten.

## Bevölkerungsentwicklung
| Jahr                      | 1962 | 1968 | 1975 | 1982 | 1990 | 1999 | 2006 | 2012 |
| Einwohner                 | 317  | 361  | 530  | 818  | 1183 | 1383 | 1734 | 2007 |
| Quelle: Cassini und INSEE |      |      |      |      |      |      |      |      |

## Sehenswürdigkeiten
- Kirche Saint-Pierre